# Jakowlew Jak-141
Die Jakowlew Jak-141 (russisch Яковлев Як-141, NATO-Codename: Freestyle) ist ein überschallfähiges Senkrechtstarter-Kampfflugzeug der Sowjetunion.

## Geschichte
Das Programm wurde 1975 als Weiterentwicklung der Jakowlew Jak-38 unter dem Namen Jak-41 oder auch Isdelije (Erzeugnis) 48 gestartet.
Es wurden vier Prototypen gebaut. Die erste Zelle mit der Bezeichnung 48-0 diente als Bruchzelle, mit der 48-1 wurden Rollversuche und Triebwerkstests durchgeführt. Dabei trug sie die Kennzeichnung Gelbe 48. Die 48-2 (Weiße 75) und 48-3 (Weiße 77) dienten der Flugerprobung.
Der erste konventionelle Flug wurde am 9. März 1987 von Andrei Sinizin absolviert, der erste senkrechte Start mit Übergang zum konventionellen Flug folgte am 13. Juni 1990. Während der Erprobung konnten zwölf Weltrekorde erflogen werden. Die VTOL-Fähigkeit wird durch eine Hub- und Hub-/Schubtriebwerkskonfiguration erreicht. Hinter der Pilotenkanzel sind zwei Hubtriebwerke angeordnet, die im Horizontalflug abgeschaltet werden. Das Haupttriebwerk mit Schwenkdüse und Nachbrenner ist im Heck installiert. Für den Schwebeflug wird der Abgasstrahl um 90° nach unten gelenkt. Um 1991 wurde das Flugzeug in Jak-141 umbenannt.
Die Jak-141 ist bis zu Mach 1,7 schnell und soll so wendig wie die MiG-29 sein.
Am 26. September 1991 führte Sinizin mit der 75 die erste Senkrechtlandung auf dem Deck der Admiral Gorschkow aus. Eine Stunde später folgte Wladimir Jakimow mit der 77. Die Tests wurden weitergeführt, bis Jakimow am 5. Oktober 1991 eine harte Landung auf dem Deck machte, durch die der Treibstofftank beschädigt wurde und das Flugzeug in Brand geriet. Jakimow katapultierte sich etwa 30 s später mit seinem 0/0-Schleudersitz K-36LW aus der brennenden Maschine. Eine als Jak-141M bezeichnete Version mit stärkerem Triebwerk wurde ebenso wie dessen zweisitzige Schulausführung Jak-141U nicht mehr verwirklicht.
Im November 1991 wurde das Programm wegen des schrumpfenden Militäretats der Sowjetunion gestoppt.

## Technische Daten
| Kenngröße                | Daten |
| ------------------------ | --- |
| Besatzung                | 1 |
| Länge                    | 18,36 m |
| Spannweite               | 10,1 m (5,9 m in gefalteter Position)                                                                                                 |
| Höhe                     | 5 m |
| Flügelfläche             | 31,7 m² |
| Flügelstreckung          | 6,16 |
| Tragflächenbelastung     | - minimal 368 kg/m² - maximal 615 kg/m²                                                                                               |
| Leermasse                | 11.650 kg |
| max. Startmasse          | - 15.800 kg - 19.500 kg |
| Treibstoffkapazität      | - intern 4.400 kg - extern 1.750 kg                                                                                                   |
| Höchstgeschwindigkeit    | Mach 1,7 (auf optimaler Flughöhe) |
| Dienstgipfelhöhe         | 15.500 m |
| max. Steigrate           | ca. 250 m/s |

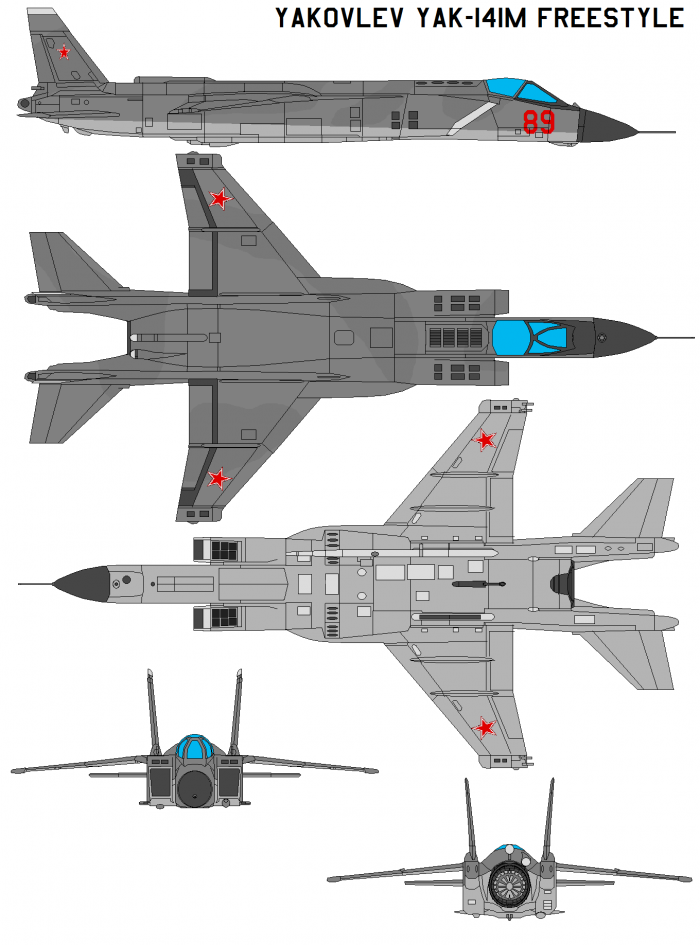
Jakowlew Jak-141

| Reichweite               | - operativ 1400 km (mit max. Zuladung) - Überführung 2100 km                                                                          |
| max. Waffenlast          | 2600 kg |
| Triebwerke               | - ein Turbofan Sojus R79-300 von MNPK Kobtschenko als Schubtriebwerk - zwei Turbojets RKBM RD-41 von Rybinsk Motors als Hubtriebwerke |
| Schubkraft               | - mit Nachbrenner 152 kN - ohne Nachbrenner 108 kN                                                                                    |
| Schub-Gewicht-Verhältnis | - maximal 1,33 - minimal 0,94 |

## Erhaltene Exemplare
Von der Jak-141 sind zwei Stück erhalten geblieben: Der Prototyp mit der Nummer 75 wurde, nachdem er unter anderem noch 1992 als 141 in Farnborough öffentlich präsentiert worden war, auf dem Chodynkafeld abgestellt und nach der Schließung des dortigen Museums vom Technikmuseum Wadim Sadoroshny übernommen, wo er wieder seine originale Bordnummer erhielt. Der Prototyp mit der Bordnummer 77 wurde nach dem schweren Unfall vom 5. Oktober 1991 mit Wladimir A. Jakimow am Steuer wieder aufgebaut und kann heute als „141“ im Museum der Luftstreitkräfte in Monino besichtigt werden.